# Ryō Miyaichi
Ryō Miyaichi (宮市 亮?, Miyaichi Ryō; Okazaki, 14 dicembre 1992) è un calciatore giapponese, attaccante degli Yokohama F·Marinos.

## Caratteristiche tecniche
È considerato uno dei più grandi talenti del calcio giapponese ed è stato paragonato a Leo Messi. Ambidestro, è dotato di grande tecnica e velocità. Attaccante generoso in campo, fornisce numerosi assist ai compagni ma ha anche uno spiccato senso del gol.
Percorre 100 m in 10,84 secondi, tempo che compete con quello di un altro grande velocista del pallone, il suo ex-compagno all'Arsenal Theo Walcott (10,30 s).
Nel 2012 è stato inserito nella lista dei migliori calciatori nati dopo il 1991 stilata da Don Balón.

## Carriera

### Club

#### Gli inizi all'Arsenal
Miyaichi viene da una famiglia di sportivi, con il padre, Tatsuya, che era un giocatore di baseball che prima giocò e quindi allenò nei Toyota Motors B.C., squadra sportiva della Toyota; il fratello, Tsuyoshi, è un giocatore di calcio anch'egli. Miyaichi viene notato dall'Arsenal durante l'All Japan High School Soccer Tournament, il torneo annuale giapponese per studenti delle superiori che disputa con la squadra della Chukyodai Chuyko High School. Durante l'estate 2010, viene invitato a svolgere un provino con l'Ajax e successivamente con l'Arsenal. Alla fine, Ryō stesso sceglierà l'Arsenal.
Nel dicembre 2010 viene ufficialmente acquistato dall'Arsenal senza avere mai giocato in un campionato di calcio professionistico né nel vivaio di alcun club giapponese. Sigla un contratto di 5 anni.

#### In prestito al Feyenoord

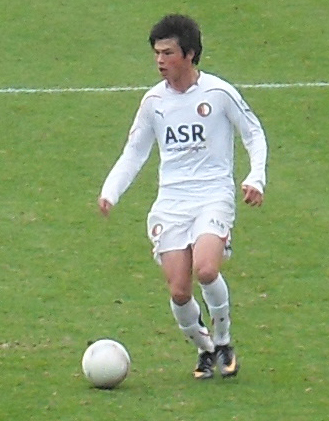
Miyaichi al Feyenoord nel 2011

A causa dell'impossibilità di ottenere un permesso di lavoro per via delle leggi inglesi, viene ceduto in prestito al Feyenoord, nella prima divisione olandese, fino a fine stagione. Debutta il 5 febbraio, contro il Vitesse, giocando tutti e 90 i minuti del match (la gara finirà poi 1-1). Alla seconda gara, il 12 febbraio contro l'Heracles Almelo, segna al 18' il gol del vantaggio del Feyenoord, il suo primo gol in gare ufficiali, raccogliendo in area di petto un ottimo spunto del compagno di squadra Diego Biseswar e segnando di sinistro. Segna ancora il 17 aprile, nel vittorioso 6-1 sul Willem II, cui contribuisce con i gol del 2-1 e del 6-1. Conclude la stagione con 3 reti e 3 assist in 12 presenze.
La sua stagione lo fa entrare nelle grazie dei media olandesi, che cominciano a chiamarlo Ryodinho, per la somiglianza con Ronaldinho e non si sprecano nel paragonarlo al campione del Barcellona Lionel Messi.
Il 19 maggio 2011 su di lui l'allenatore dell'Arsenal Wenger dichiara: "Ho avuto solo report positivi su di lui. Sarà con noi nel ritiro pre-stagione. Se sarà già pronto per un posto in squadra, richiederemo un permesso di lavoro. È un ragazzo che è passato direttamente dal football scolastico a quello professionistico e che immediatamente è diventato il miglior giocatore nel Feyenoord".

#### Il ritorno all'Arsenal

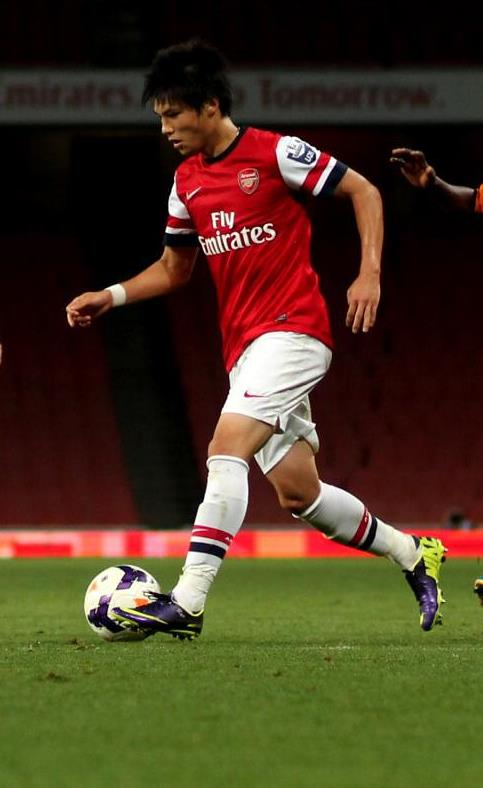
Miyaichi in azione con la maglia dell'Arsenal nel 2013

Non appena tornato all'Arsenal alla chiusura del prestito nei Paesi Bassi, Miyaichi si unisce al resto della squadra per la preparazione alla stagione successiva. È fra i 23 scelti da Wenger per la tournée in Asia. Debutta nella partita contro il Malaysia All-Stars XI, selezione dei migliori giocatori del campionato malese, dove esordisce da titolare per essere sostituito al 66º da Robin van Persie.
Viene successivamente aggregato alla squadra riserve dei Gunners debuttando nell'incontro vinto per tre reti a uno contro le seconde linee del Wigan, match in cui è stato autore di una marcatura.

#### In prestito a Bolton e Wigan
A fine gennaio, avendo trovato spazio solo in coppa, viene dato in prestito al Bolton. Segna la sua prima rete nella FA Cup, il 18 febbraio al debutto da titolare, dopo una percussione in velocità con un destro sotto l'incrocio.
Il 1º marzo, grazie ai numerosi assist e alle buone prestazioni, è nominato Bolton's Player of the Month.
Il 13 agosto 2012 si trasferisce al Wigan, in prestito dall'Arsenal, per tutto il corso della stagione 2012/2013.
Tuttavia, la stagione 2012/2013 è segnata dagli infortuni: il primo, lo costringe a stare fermo dal novembre 2012 al marzo 2013. Il secondo, immediatamente al rientro, quando Kevin Mirallas gli rompe il legamento crociato con un intervento durissimo. Per lui stagione finita, e nonostante la richiesta dell'allenatore Roberto Martinez di riaverlo per la stagione successiva, nella stagione 2013/1014 Miyaichi resterà all'Arsenal, dove otterrà soltanto 5 presenze tra coppe, Champions League e campionato.

#### In prestito al Twente
Nell'estate 2014, sigla con l'Arsenal un rinnovo biennale e viene girato in prestito al Twente. Dopo metà stagione, però, non riuscendo a strappare un posto da titolare, viene impiegato prevalentemente dalla seconda squadra.
Al termine della stagione, con un solo anno di contratto rimasto, concorda con l'Arsenal la rescissione consensuale.

#### St.Pauli
Il 18 giugno Miyaichi firma un triennale con il St.Pauli, club di 2.Bundesliga. In luglio riporta la rottura del legamento crociato anteriore in seguito a una botta ricevuta in un'amichevole col Rayo Vallecano. Rientra il 1º aprile 2016, subentrando a partita in corso, durante la 28ª giornata di campionato. L'esordio da titolare con la squadra tedesca avviene all'ultima giornata, in occasione della partita vinta per 5-2 sul Kaiserslautern, match in cui realizza una doppietta.

### Nazionale
Inizia la sua carriera in Nazionale nel 2007 con l'Under-15, successivamente gioca partite anche con l'Under-17 e l'Under-18. Nel 2009 disputa infine i Mondiali Under-17.
Il 29 febbraio è in panchina con la Nazionale maggiore contro l'Uzbekistan in una partita valida per la qualificazione ai mondiali. A 19 anni e 77 giorni diventa così il giocatore giapponese più giovane della storia a essere chiamato in nazionale in una partita ufficiale.

## Statistiche

### Presenze e reti nei club
Aggiornate al 17 maggio 2015.
| Stagione        | Squadra         | Campionato      | Campionato | Campionato | Coppe nazionali | Coppe nazionali | Coppe nazionali | Coppe continentali | Coppe continentali | Coppe continentali | Altre coppe | Altre coppe | Altre coppe | Totale | Totale |
| Stagione        | Squadra         | Comp            | Pres       | Reti       | Comp            | Pres            | Reti            | Comp               | Pres               | Reti               | Comp        | Pres        | Reti        | Pres   | Reti   |
| --------------- | --------------- | --------------- | ---------- | ---------- | --------------- | --------------- | --------------- | ------------------ | ------------------ | ------------------ | ----------- | ----------- | ----------- | ------ | ------ |
| gen.-giu. 2011  | Feyenoord       | ED              | 12         | 3          | CO              | 0               | 0               | UEL                | 0                  | 0                  | -           | -           | -           | 12     | 3      |
| 2011-gen. 2012  | Arsenal         | PL              | 0          | 0          | FACup+CdL       | 0+2             | 0+0             | UCL                | 0                  | 0                  | -           | -           | -           | 2      | 0      |
| gen.-giu. 2012  | Bolton          | PL              | 12         | 0          | FACup+CdL       | 2+0             | 1+0             | -                  | -                  | -                  | -           | -           | -           | 14     | 1      |
| 2012-gen. 2013  | Wigan           | PL              | 4          | 0          | FACup+CdL       | 1+2             | 0+0             | -                  | -                  | -                  | -           | -           | -           | 7      | 0      |
| gen.-giu. 2013  | Arsenal         | PL              | 0          | 0          | FACup+CdL       | 0+0             | 0+0             | UCL                | 0                  | 0                  | -           | -           | -           | 0      | 0      |
| 2013-2014       | Arsenal         | PL              | 1          | 0          | FACup+CdL       | 0+2             | 0+0             | UCL                | 2                  | 0                  | -           | -           | -           | 5      | 0      |
| Totale Arsenal  | Totale Arsenal  | Totale Arsenal  | 1          | 0          |                 | 4               | 0               |                    | 2                  | 0                  |             | -           | -           | 7      | 0      |
| 2014-2015       | Twente          | ED              | 10         | 0          | CO              | 1               | 0               | UEL                | 0                  | 0                  | -           | -           | -           | 11     | 0      |
| 2014-2015       | Jong Twente     | 1D              | 14         | 3          | -               | -               | -               | -                  | -                  | -                  | -           | -           | -           | 14     | 3      |
| 2015-2016       | St. Pauli       | 2L              | 5          | 2          | CG              | 0               | 0               | -                  | -                  | -                  | -           | -           | -           | 5      | 2      |
| Totale carriera | Totale carriera | Totale carriera | 53         | 6          |                 | 10              | 1               |                    | 2                  | 0                  |             | -           | -           | 70     | 9      |

### Cronologia presenze e reti in nazionale
| Cronologia completa delle presenze e delle reti in nazionale ― Giappone | Cronologia completa delle presenze e delle reti in nazionale ― Giappone | Cronologia completa delle presenze e delle reti in nazionale ― Giappone | Cronologia completa delle presenze e delle reti in nazionale ― Giappone | Cronologia completa delle presenze e delle reti in nazionale ― Giappone | Cronologia completa delle presenze e delle reti in nazionale ― Giappone | Cronologia completa delle presenze e delle reti in nazionale ― Giappone | Cronologia completa delle presenze e delle reti in nazionale ― Giappone |
| Data                                                                    | Città                                                                   | In casa                                                                 | Risultato                                                               | Ospiti                                                                  | Competizione                                                            | Reti                                                                    | Note                                                                    |
| ----------------------------------------------------------------------- | ----------------------------------------------------------------------- | ----------------------------------------------------------------------- | ----------------------------------------------------------------------- | ----------------------------------------------------------------------- | ----------------------------------------------------------------------- | ----------------------------------------------------------------------- | ----------------------------------------------------------------------- |
| 23-5-2012                                                               | Fukuroi                                                                 | Giappone                                                                | 2 – 0                                                                   | Azerbaigian                                                             | Amichevole                                                              | -                                                                       | 62’                                                                     |
| 16-10-2012                                                              | Breslavia                                                               | Giappone                                                                | 0 – 4                                                                   | Brasile                                                                 | Amichevole                                                              | -                                                                       | 90’                                                                     |
| 19-7-2022                                                               | Kashima                                                                 | Giappone                                                                | 6 – 0                                                                   | Hong Kong                                                               | Coppa dell'Asia orientale 2022                                          | -                                                                       | 65’                                                                     |
| 24-7-2022                                                               | Toyota                                                                  | Giappone                                                                | 0 – 0                                                                   | Cina                                                                    | Coppa dell'Asia orientale 2022                                          | -                                                                       | 75’                                                                     |
| 27-7-2022                                                               | Toyota                                                                  | Giappone                                                                | 3 – 0                                                                   | Corea del Sud                                                           | Coppa dell'Asia orientale 2022                                          | -                                                                       | 59’ 78’                                                                 |
| Totale                                                                  |                                                                         | Presenze                                                                | 5                                                                       |                                                                         | Reti                                                                    | 0                                                                       |                                                                         |

## Palmarès

### Club

#### Competizioni nazionali
- Coppa d'Inghilterra: 1

Wigan: 2012-2013
- Community Shield: 1

Arsenal: 2014
- Campionato giapponese: 1

Yokohama F·Marinos: 2022
- Supercoppa del Giappone: 1

Yokohama F·Marinos: 2023

### Nazionale
- Coppa dell'Asia orientale: 1

2022